# Rafle des intellectuels arméniens du 24 avril 1915 à Constantinople

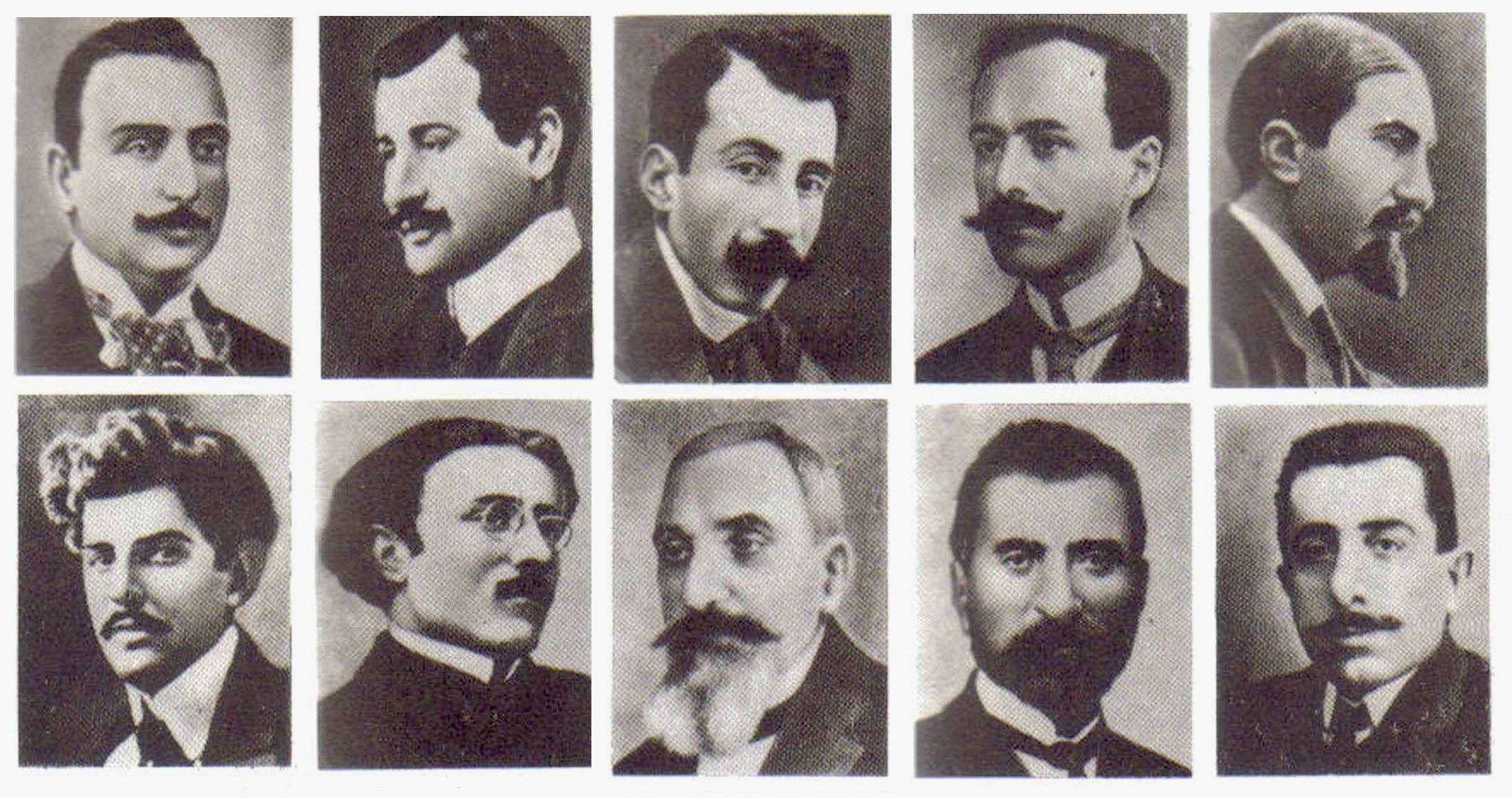
Quelques intellectuels arméniens raflés le 24 avril 1915 puis assassinés :
- première ligne : Krikor Zohrab, Taniel Varoujan, Roupen Zartarian, Ardachès Haroutunian et Siamanto ;
- seconde ligne : Roupen Sévag, Dikran Tcheugurian, Diran Kélékian, Tlgadintsi et Eroukhan.

La rafle des intellectuels arméniens du 24 avril 1915 à Constantinople, parfois appelée dimanche rouge (en arménien : Կարմիր կիրակի), est un évènement marquant le commencement du génocide arménien, qui a consisté en l'arrestation des élites arméniennes de Constantinople, le 24 avril 1915. Ceux-ci ont ensuite été conduits dans des centres de rétention où la plupart ont été assassinés. Ces arrestations ont été décidées par le ministre de l'intérieur de l'Empire ottoman Talaat Pacha. Dans la nuit du 24 avril, 235 à 270 intellectuels arméniens sont arrêtés. En comptant les arrestations survenues les jours suivants à Constantinople, on atteint le chiffre de 2 345 déportations ; l'écrivain Vrtanes Papazian et le musicien Komitas sont parmi les rares à y avoir survécu.
La date du 24 avril a été choisie comme journée de commémoration du génocide arménien à travers le monde, en Arménie où le jour est férié comme pour la diaspora arménienne.

## Déportations

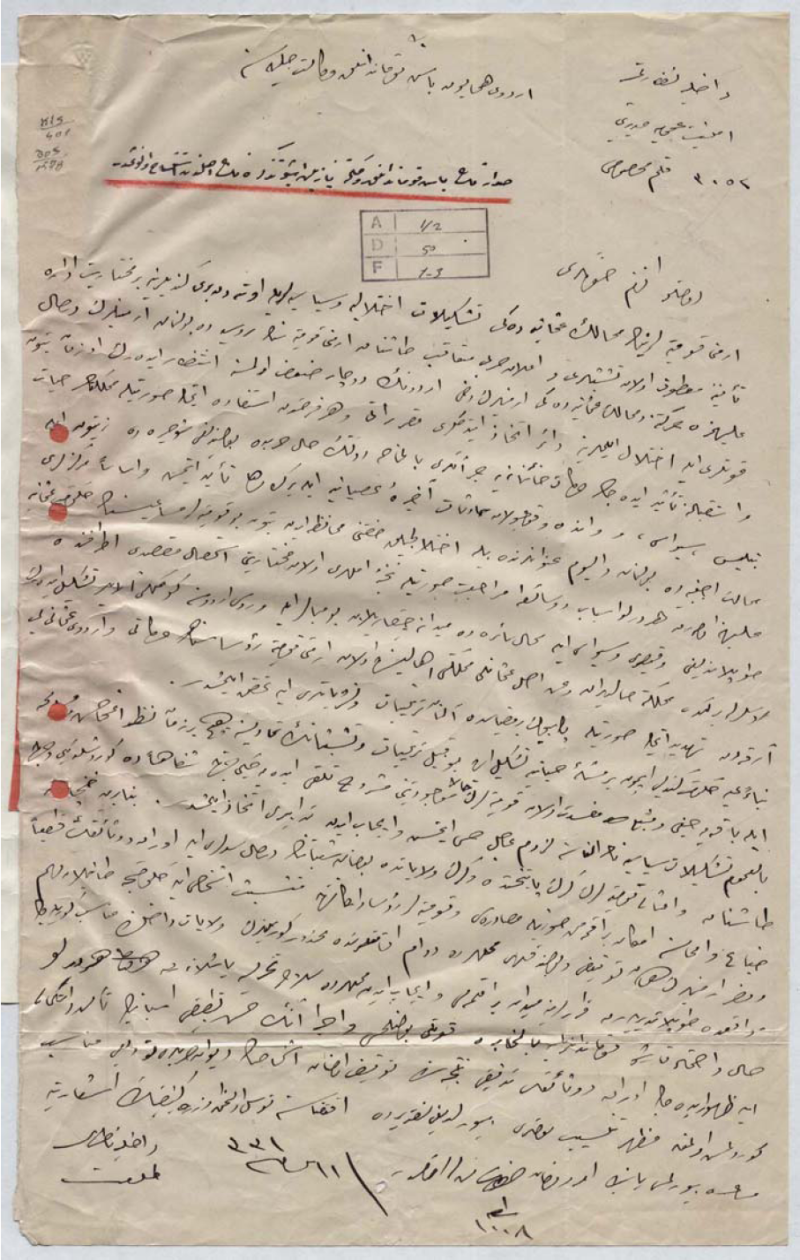
Original de l'ordre du ministre de l'intérieur Talaat Pacha du 24 avril 1915.

### Détentions à Constantinople
Le ministre de l'intérieur Talaat Pacha du gouvernement Jeunes-Turcs donne le 24 avril 1915 l'ordre de l'arrestation d'intellectuels arméniens. L'opération débute à 20 heures à Constantinople et est conduite par Bedri Bey, le chef de la police de Constantinople. Dans la nuit du 24 au 25 avril 1915, 235 à 270 intellectuels arméniens sont alors arrêtés, en particulier des ecclésiastiques, des médecins, des éditeurs, des journalistes, des avocats, des enseignants et des hommes politiques,. Les personnes arrêtées sont maintenues en détention pour identification durant une journée, soit en commissariat de police (en turc ottoman : Emniyeti Umumiye) soit à la prison centrale. Une seconde vague d'arrestation est alors lancée et conduit à l'arrestation de 500 à 600 Arméniens,. Quelques-uns, comme l'écrivain et poète Alexandre Panossian (1859-1919), ont été libérés rapidement mais la plupart ont été ensuite déportés. Au total, on estime que 2 345 notables arméniens ont été arrêtés en quelques jours, avant d'être déportés,. La plupart d'entre eux n'avaient aucune activité politique ou nationaliste.

### Centres de rétention
Le 29 mai 1915, peu après la promulgation de la loi Tehcir, les Arméniens détenus à Constantinople sont déportés vers la Syrie ottomane.
Une partie des détenus est conduite à la gare de Haydarpasa après avoir emprunté le bateau à vapeur (vapur) no 67 de la compagnie Şirket. Après dix heures d'attente, ils prennent le lendemain un train spécial en direction d'Ankara. Deux cent vingt Arméniens étaient dans ce convoi ferroviaire. Un conducteur de train qui avait obtenu la liste des Arméniens déportés par ce convoi parvient à la transmettre à Zaven Ier Der Eghiayan ; celui-ci tente alors de faire libérer autant de prisonniers que possible. Il est aidé dans cette tâche par l'ambassadeur américain Henry Morgenthau senior. Malgré leurs efforts, cette tentative n'aboutit pas. Après 20 heures de voyage, les déportés arrivent à Sincanköy : ils sont alors divisés en deux groupes, conformément au tri réalisé auparavant par le directeur de la prison centrale de Constantinople. Le premier groupe est envoyé à Çankırı et à Çorum (entre Çankırı et Amasya) et le second groupe à Ayaş. Les déportés du second groupe sont presque tous assassinés durant les mois suivants. Seuls dix (ou treize) membres de ce groupe ont pu revenir vivants à Constantinople.

### Cour martiale
Certains notables tels que le Dr Nazareth Daghavarian et Sarkis Minassian ont été évacués de la prison d'Ayaş le 5 mai et menés sous escorte militaire vers Diyarbakır avec Haroutioun Djangulian, Karékine Khajag, et Roupen Zartarian pour comparaître devant une cour martiale. Ils ont été, apparemment, assassinés par des groupes paramilitaires soutenus par l'État et dirigés par Tcherkesse Ahmet, et les lieutenants Halil et Nazım, dans une localité appelé Karacaören peu avant d'arriver à Diyarbakır. Marzbed, un autre déporté, a été envoyé à Kayseri pour comparaître devant une cour martiale le 18 mai 1915.
Les militants responsables des meurtres ont été jugés et exécutés à Damas par Djemal Pacha en septembre 1915 ; en 1916, l’événement fait l'objet d'une enquête par le Parlement ottoman dirigé par Artin Boşgezenyan, député d'Alep. Après la libération de Marzbed de la cour, il a travaillé sous une fausse identité ottomane pour les Allemands à Intilli (le tunnel ferroviaire d'Amanus). Puis il s'est échappé à Nusaybin, où il est mort d'une chute de cheval peu de temps avant l'armistice.

## Liste de personnalités raflées
- Aram Andonian
- Nazareth Daghavarian
- Eroukhan
- Ardachès Haroutunian
- Diran Kélékian
- Komitas
- Sarkis Minassian
- Alexandre Panossian
- Roupen Sévag
- Siamanto
- Dikran Tcheugurian
- Tlgadintsi
- Taniel Varoujan
- Roupen Zartarian
- Jonathan Arslanian
- Krikor Zohrab
- Kégham Parseghian